# 岳正
岳正（1418年—1472年），字季方，號蒙泉，直隸順天府通州漷縣（今北京市通州區漷縣鎮）人，明朝政治人物，正統戊辰探花，天順初進翰林院修撰，入閣參與機務。岳正負氣敢言，仕途多舛。明英宗時因而得罪石亨、曹吉祥，謫官入獄。明憲宗時，官終興化府知府。嘉靖年間，追贈太常寺卿，諡文肅。

## 生平
正統三年（1438年）戊午科順天鄉試第六十五名舉人，正統十三年（1448年）中式戊辰科會試第一名（會元），一甲第三名進士（探花）。授翰林院編修，進左贊善，天順元年（1457年）改任翰林院修撰，教內侍書。當時，內閣大臣徐有貞、李賢下獄，明英宗既用翰林院學士呂原預政，不久禮部右侍郎兼翰林院學士薛瑄致仕，明英宗謀代者。此時，吏部尚書王翺舉薦，岳正獲召見於文華殿，隨即以原官入內閣。岳正為人一向豪邁，彈劾石亨黨羽禮部右侍郎掌欽天監湯序，並進言論劾石亨、曹吉祥。天順年間，岳正進言預見曹石之變，但被石亨、曹吉祥構罪陷害，謫欽州同知。陳汝言誣陷其嘗奪公主田，遂逮繫詔獄，杖百，戍肅州。曹石之變後，釋放為民。
明憲宗繼位後，御史呂洪等請復岳正與楊瑄官職，以原官任經筵講官，纂修《英宗實錄》。
成化元年（1465年）因事連坐，出為興化府知府，在任期間有建樹。成化五年（1469年）入覲，遂致仕。成化八年（1472年）去世，無子。大學士李東陽、御史李經為其女婿。嘉靖年間追贈太常寺卿，諡文肅。

## 著作
岳正善畫葡萄，曾作《畫葡萄說》。

## 事跡
岳正少時，曾為慶壽寺書記。正統戊辰科會試，為考官誤置於落卷，幸而翰林院侍講杜寧取為第一。殿試前一月，明英宗夢儒、釋、道三人來見。至發榜，狀元彭時，由儒士；榜眼陳鑑，早年曾為神樂觀道童；探花則岳正。
天順初年，岳正自翰林入閣，深得明英宗眷注。後來為曹吉祥、石亨所嫉，謫欽州同知。臨行，親故無人敢送。唯欽天監漏刻博士馬軾贈以詩曰：「灤江江上水悠悠，送客江邊莫上樓。五嶺瘴高煙蔽日，兩孤雲濕雨鳴秋。豐城劍氣東南起，合浦珠光晝夜浮。祭罷鱷魚歸去晚，刺桐花外月如鉤。」岳正宿張家灣舟中，用韻賦和道：「被罪承恩嶺外遊，思鄉何處仲宣樓？風霜萬里蠻荒夜，煙雨三江澤國秋。不信功名成夢覺，早聞富貴等雲浮。令人卻羨桐江叟，長擁羊裘把釣鉤。」

## 家族
曾祖岳德甫；祖父岳思銘；父岳興，府軍前衛指揮同知。嫡母王氏；生母陳氏。慈侍下。兄岳端、岳祥（府軍前衛正千戶），從弟岳海。